# Tokî, Pidvolociîsk
Tokî (în ucraineană Токи) este o comună în raionul Pidvolociîsk, regiunea Ternopil, Ucraina, formată numai din satul de reședință.

## Demografie
Componența lingvistică a comunei Tokî
     Ucraineană (99,83%)
     Alte limbi (0,16%)
Conform recensământului din 2001, majoritatea populației comunei Tokî era vorbitoare de ucraineană (99,83%), existând în minoritate și vorbitori de alte limbi.